# Нешвил (Северна Каролина)
Нешвил (енгл. Nashville) град је у америчкој савезној држави Северна Каролина.

## Демографија
По попису из 2010. године број становника је 5.352, што је 1.043 (24,2%) становника више него 2000. године.
| Група             | 2000.         | 2010.         |
| Белци             | 2.348 (54,5%) | 2.723 (50,9%) |
| Афроамериканци    | 1.857 (43,1%) | 2.437 (45,5%) |
| Азијати           | 25 (0,6%)     | 22 (0,4%)     |
| Хиспаноамериканци | 54 (1,3%)     | 86 (1,6%)     |
| Укупно            | 4.309         | 5.352         |